# Грабен-Нойдорф
Грабен-Нойдорф (на немски: Graben-Neudorf) е община (Gemeinde) в район Карлсруе в Баден-Вюртемберг, Германия с 11 577 жители (към 31 декември 2012).
Грабен е споменат за пръв път в документ през 1306 г. Нойдорф („Ново село“) е споменат за пръв път като „Нувдорф“ през 1497 г. Двете селища са обединени на 1 януари 1972 г. като Грабен-Нойдорф.